# La Genête
La Genête ist eine französische Gemeinde im Département Saône-et-Loire in der Region Bourgogne-Franche-Comté. Sie gehört zum Arrondissement Louhans und zum Kanton Cuiseaux. Die Gemeinde hat 567 Einwohner (Stand 1. Januar 2022), sie werden Genêtods, resp. Genêtodes genannt.

## Geografie

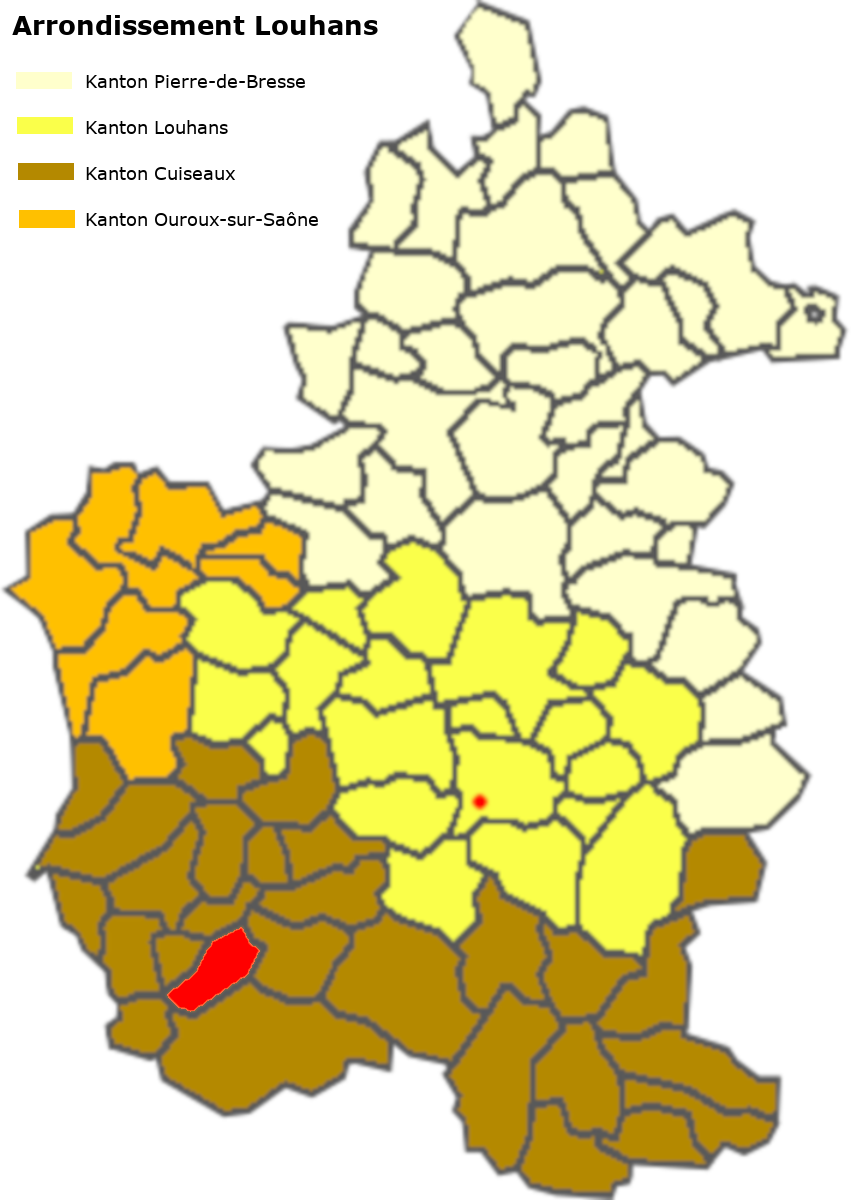
Lage der Gemeinde im Arrondissement Louhans

Die Gemeinde liegt in der Landschaft Bresse im Südwesten des Arrondissement Louhans und grenzt im Süden an die Gemeinde Romenay, die zwar zum Kanton Cuiseaux gehört, jedoch im Arrondissement Mâcon liegt. Ein Stück der nordöstlichen Gemeindegrenze bildet die Sane, die anschließend durch das nördliche Gemeindegebiet fließt und wieder einen Teil der westlichen Gemeindegrenze zu Brienne bildet. Sie mündet in der südwestlichen Ecke in die Seille. Die südwestliche Gemeindegrenze folgt abschließend der Seille. Durch die Gemeinde verläuft die Départementsstraße D339 (La Genête–Grand Veilly). Der südwestliche Teil der Gemeinde wird von der Departementsstraße D975 (Cuisery–Romenay) durchquert. Die südöstlichen Gebiete der Gemeinde sind stark bewaldet. Zur Gemeinde gehören die folgenden Weiler und Fluren: la Bouchatière, Jouge, Maison-aux-Loups, Molon, Narfoux, la Pêcherie, Pirey, la Ragée, les Renardières, Saint-Théodore, Sanceau, Varennes, Veilly, les Vernes, la Villeneuve.

### Klima
Das Klima in La Genête ist warm und gemäßigt. Es gibt das ganze Jahr über deutliche Niederschläge, selbst der trockenste Monat weist noch hohe Niederschlagsmengen auf. Die Klassifikation des Klimas nach Köppen und Geiger ist Cfb ((Gemäßigtes) Ozeanklima). Die Temperatur liegt im Jahresdurchschnitt bei 12,0 °C. Der wärmste Monat ist der Juli mit einer Durchschnittstemperatur von 21,1 °C, der kälteste der Januar mit 3,3 °C. Über ein Jahr verteilt summieren sich die Niederschläge auf 1111 mm, dabei ist der November mit 118 mm der niederschlagsreichste, während März als trockenster Monat 77 mm aufweist. Über das ganze Jahr werden etwa 2754 Sonnenstunden gezählt.
|                        | Jan | Feb | Mär  | Apr  | Mai  | Jun  | Jul  | Aug  | Sep  | Okt  | Nov  | Dez |   |      |
| Mittl. Temperatur (°C) | 3,3 | 4,0 | 7,5  | 11,2 | 15,0 | 19,1 | 21,1 | 20,7 | 17,0 | 12,9 | 7,4  | 4,1 | ⌀ | 12   |
| Mittl. Tagesmax. (°C)  | 6,3 | 7,7 | 12,0 | 15,7 | 19,4 | 23,8 | 25,8 | 25,5 | 21,4 | 16,9 | 10,5 | 6,9 | ⌀ | 16   |
| Mittl. Tagesmin. (°C)  | 0,7 | 0,6 | 3,2  | 6,4  | 10,3 | 14,2 | 16,2 | 15,9 | 12,8 | 9,3  | 4,5  | 1,6 | ⌀ | 8    |
|                        |     |     |      |      |      |      |      |      |      |      |      |     |   |      |
| Niederschlag (mm)      | 84  | 79  | 77   | 93   | 99   | 83   | 82   | 88   | 99   | 109  | 118  | 100 | Σ | 1111 |

| 0,7 |

| 0,6 |

| 3,2 |

| 6,4 |

| 10,3 |

| 14,2 |

| 16,2 |

| 15,9 |

| 12,8 |

| 9,3 |

| 4,5 |

| 1,6 |

| 0,7 |

| 0,6 |

| 3,2 |

| 6,4 |

| 10,3 |

| 14,2 |

| 16,2 |

| 15,9 |

| 12,8 |

| 9,3 |

| 4,5 |

| 1,6 |

## Toponymie
Die erste Erwähnung im Gebiet von La Genête betrifft La Villeneuve, das 1059 als Villanova (deutsch: Neues Haus) erwähnt wurde. Der Weiler liegt an der Kreuzung zwischen den Straßen D339 und D39 im Nordosten des heutigen Siedlungsgebietes.
1428 wurden gleich zwei kirchliche Bauten im Gemeindegebiet erwähnt, zum einen die Curia Sancti-Theodori, eine heute zerstörte Kapelle, und Curia Sancte-Mariae, Villanovae de Genesta. Hier wird erstmals Bezug genommen auf Genesta, den Ginster, auf den der spätere Ortsname zurückzuführen ist. Im Département Saône-et-Loire erscheinen Weiler und Fluren im Zusammenhang mit Ginster rund 20 Mal, es scheint also eine verbreitete Pflanze gewesen zu sein.

## Geschichte
Der heutige Weiler Varennes (im Südwesten der Gemeinde) gehörte zur Kastellanei von Cuisery, das Ortszentrum war im Besitz des Templerordens, später des Johanniterordens. Im 14. und 15. Jahrhundert entstand der Weiler Villeneuve, während Veilly am Ende des 18. Jahrhunderts entstand, im Zusammenhang mit dem Bau der route royale 75 (Chalon-sur-Saône–Grenoble). Die Kirche entstand im 15. Jahrhundert, die Vorhalle im 19. Jahrhundert. Die Kirche weist akustische Besonderheiten auf, die durch Hohlkörper im Chor erzeugt werden. Im 14. Jahrhundert – also vor dem Bau der heutigen Kirche – war die Schlosskapelle in Villeneuve gleichzeitig die Pfarrkirche.
In La Villeneuve bestand ein Schloss, das 1643 auch noch die Markthallen enthielt. Ein vorgesehener Ausbau des Schlosses fand offensichtlich nicht statt, heute sind Wassergraben, Brücke und Zugbrücke verschwunden. Die Zehntenscheune und ein Taubenschlag aus dem 16. Jahrhundert seien noch vorhanden. Besitzer von Schloss und Herrschaft waren die Familien Saint-Trivier, de Seyssel, de la Chambre, Bouchin, Bretagne und Deschamps.
Ein Gebäude, genannt Jerusalemturm, wurde durch die Johanniter aus Chalon erbaut, es stammt von Ende 15. oder anfangs 16. Jahrhundert. Die dendrochronologischen Untersuchungen zeigen, dass die verwendeten Baumstämme zwischen 1450 und 1500 geschlagen wurden. 1843 wird das Gebäude Schule und Mairie, im 20. Jahrhundert Gemeindesaal. 1856 bestanden vier Getreidemühlen und zwei Hanfmühlen an der Sâne in La Villeneuve, ferner bestand eine Mühle in Jouge an einem Étang. Im 19. Jahrhundert waren jedem Weiler gewisse Waldgebiete im Süden zur Nutzung zugewiesen. Es bestanden folgende Handwerksbetriebe: ein Weber, ein Holzschuhschnitzer, ein Stuhlmacher, ein Wagner im Dorf und ein Holzschuhschnitzer und ein Schmied in Veilly. Es fanden jährlich drei Jahrmärkte statt und ein Wochenmarkt. 1988 bestanden noch 19 Landwirtschaftsbetriebe.

## Bevölkerung
| La Genête: Einwohnerzahlen von 1793 bis 2020 | La Genête: Einwohnerzahlen von 1793 bis 2020 | La Genête: Einwohnerzahlen von 1793 bis 2020 | La Genête: Einwohnerzahlen von 1793 bis 2020 | La Genête: Einwohnerzahlen von 1793 bis 2020 |
| --- | -------------------------------------------- | -------------------------------------------- | -------------------------------------------- | -------------------------------------------- |
| Jahr |                                              |                                              |                                              | Einwohner                                    |
| 1793 | 1793                                         |                                              | 611                                          | 611                                          |
| 1800 | 1800                                         |                                              | 776                                          | 776                                          |
| 1806 | 1806                                         |                                              | 744                                          | 744                                          |
| 1821 | 1821                                         |                                              | 782                                          | 782                                          |
| 1831 | 1831                                         |                                              | 828                                          | 828                                          |
| 1836 | 1836                                         |                                              | 778                                          | 778                                          |
| 1841 | 1841                                         |                                              | 750                                          | 750                                          |
| 1846 | 1846                                         |                                              | 759                                          | 759                                          |
| 1851 | 1851                                         |                                              | 753                                          | 753                                          |
| 1856 | 1856                                         |                                              | 778                                          | 778                                          |
| 1861 | 1861                                         |                                              | 787                                          | 787                                          |
| 1866 | 1866                                         |                                              | 806                                          | 806                                          |
| 1872 | 1872                                         |                                              | 809                                          | 809                                          |
| 1876 | 1876                                         |                                              | 827                                          | 827                                          |
| 1881 | 1881                                         |                                              | 795                                          | 795                                          |
| 1886 | 1886                                         |                                              | 754                                          | 754                                          |
| 1891 | 1891                                         |                                              | 762                                          | 762                                          |
| 1896 | 1896                                         |                                              | 757                                          | 757                                          |
| 1901 | 1901                                         |                                              | 763                                          | 763                                          |
| 1906 | 1906                                         |                                              | 754                                          | 754                                          |
| 1911 | 1911                                         |                                              | 721                                          | 721                                          |
| 1921 | 1921                                         |                                              | 612                                          | 612                                          |
| 1926 | 1926                                         |                                              | 578                                          | 578                                          |
| 1931 | 1931                                         |                                              | 553                                          | 553                                          |
| 1936 | 1936                                         |                                              | 554                                          | 554                                          |
| 1946 | 1946                                         |                                              | 525                                          | 525                                          |
| 1954 | 1954                                         |                                              | 449                                          | 449                                          |
| 1962 | 1962                                         |                                              | 365                                          | 365                                          |
| 1968 | 1968                                         |                                              | 312                                          | 312                                          |
| 1975 | 1975                                         |                                              | 312                                          | 312                                          |
| 1982 | 1982                                         |                                              | 389                                          | 389                                          |
| 1990 | 1990                                         |                                              | 405                                          | 405                                          |
| 1999 | 1999                                         |                                              | 454                                          | 454                                          |
| 2006 | 2006                                         |                                              | 522                                          | 522                                          |
| 2009 | 2009                                         |                                              | 546                                          | 546                                          |
| 2014 | 2014                                         |                                              | 556                                          | 556                                          |
| 2020 | 2020                                         |                                              | 567                                          | 567                                          |
| Quelle(n): EHESS/Cassini bis 2006, ab 2009 INSEE Anmerkung(en): • Ab 1962 offizielle Zahlen ohne Einwohner mit Zweitwohnsitz • Höchste Einwohnerzahl 1831 mit 828, tiefste Einwohnerzahl 1968 und 1975 mit 312 (37,7 % vom Maximum) |                                              |                                              |                                              |                                              |

| Bevölkerungsstruktur | Anzahl Einwohner | männlich | weiblich | davon Ausländer | Anteil % |
| -------------------- | ---------------- | -------- | -------- | --------------- | -------- |
|                      | 565              | 285      | 280      | 21              | 3,7      |

| Männer | Alterstufe | Frauen |
| ------ | ---------- | ------ |
| 2      | 90 + älter | 3      |
| 19     | 75–89      | 22     |
| 60     | 60–74      | 54     |
| 75     | 45–59      | 69     |
| 51     | 30–44      | 53     |
| 39     | 15–29      | 34     |
| 40     | 0–14       | 45     |

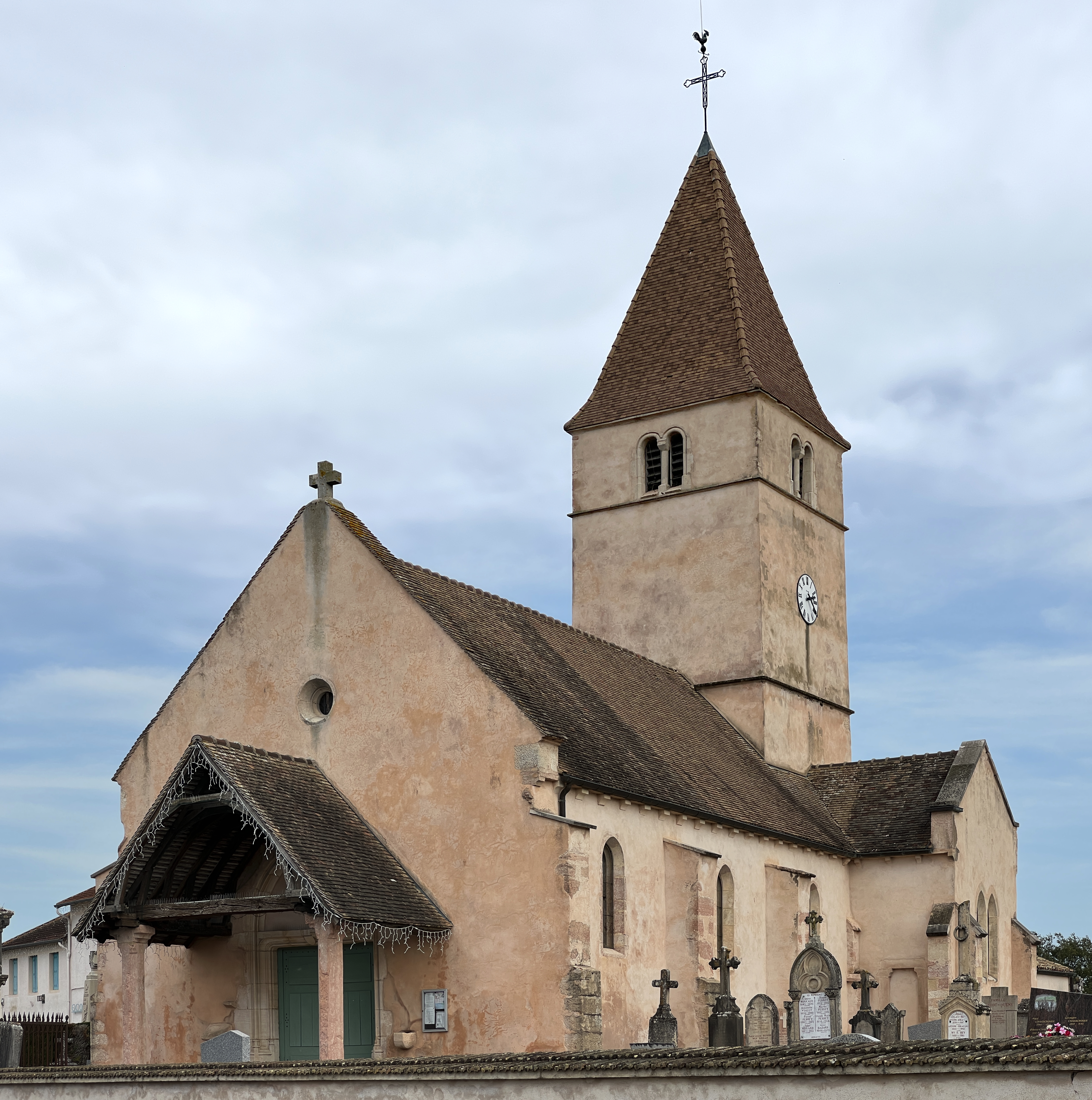
Kirche Notre-Dame in La Genête

Die Bevölkerungsstruktur zwischen Männern und Frauen ist nahezu ausgeglichen, wobei 46 % der Bevölkerung jünger als 45 Jahre sind. Die Altersgruppe der unter 15-Jährigen beträgt gar 15 %. Demgegenüber sind 28 % der Einwohner älter als 60 Jahre und damit im Rentenalter. Diese Struktur dürfte auf die Tatsache zurückzuführen sein, dass seit 1999 dank einer regen Bautätigkeit die Wohneinheiten um 33 % zugenommen haben. Dadurch dürfte ein starker Zuzug von jungen Familien mit Kindern erfolgt sein.
| Wohnstruktur               | Anzahl Wohneinheiten | davon Häuser | Wohnungen | sonstige |
| -------------------------- | -------------------- | ------------ | --------- | -------- |
|                            | 318                  | 304          | 10        | 4        |
| davon Hauptwohnsitz        | 253                  |              |           |          |
| Zweit- oder Ferienwohnsitz | 39                   |              |           |          |
| vakant                     | 26                   |              |           |          |

## Wirtschaft und Infrastruktur

### Unternehmen, Betriebe, Ladengeschäfte und Einrichtungen
In der Gemeinde befinden sich nebst Mairie und Kirche folgende Unternehmen nach Branchen:
| Branche                                                           | Anzahl Betriebe |
| ----------------------------------------------------------------- | --------------- |
| Industrie und verarbeitendes Gewerbe                              | 4               |
| Baugewerbe                                                        | 4               |
| Groß- und Einzelhandel, Verkehr, Beherbergung und Gastronomie     | 10              |
| Information und Kommunikation                                     | 2               |
| Finanz- und Versicherungsdienstleistungen                         |                 |
| Grundstücks- und Wohnungswesen                                    |                 |
| Freiberufliche, wissenschaftliche und technische Dienstleistungen | 2               |
| Öffentliche Verwaltung, Unterricht, Gesundheits- und Sozialwesen  | 5               |
| Sonstige Dienstleistungen                                         | 1               |
| Land- und Forstwirtschaftsbetriebe                                | 6               |

In der Gemeinde befinden sich ein Gemischtwarenladen, ein Coiffeursalon, ein Restaurant und zwei Gîtes, ferner ein Elektriker- und ein Installateurbetrieb, ein Pétanqueplatz, ein Trimm-Dich-Pfad, eine Turn- und Sporthalle und eine Mehrzweckhalle. Mit den Gütern des täglichen Bedarfs versorgen sich die Einwohner in Cuisery oder in Tournus.

### Geschützte Produkte in der Gemeinde
Als AOC-Produkte sind in La Genête Crème et beurre de Bresse zugelassen, ferner Volaille de Bresse und Dinde de Bresse.

### Bildungseinrichtungen
In der Gemeinde besteht eine École primaire (École maternelle und École élémentaire), die der Académie de Dijon untersteht und von 40 Schülern besucht wird. Für die Schule gilt der Ferienplan der Zone A.